# Ускирик
Ускирик — (казах. Үскірік) традиционный казахский музыкальный инструмент, представляющий собой свисток или небольшой духовой инструмент, издающий высокие, мелодичные звуки. Ускирик изготовлен обычно из глины, кости, металла или дерева и имеет одну или несколько отверстий, что позволяет варьировать высоту звука.
Звук ускирика похож на звук ветра, отсюда и его название («узкирик» значит «свист ветра»). Длина инструмента — 120 мм, высота — 58 мм, Диаметр продувочной канавки-7 мм. Диаметр канавки слева-4 мм, Диаметр канавки справа-5 мм. Количество канавок было связано с игровым мастерством исполнителя. Надув одну из канавок, он издавал пальцами разные звуки от остальных.
Этот инструмент часто использовали в казахской кочевой культуре как для развлечения детей, так и для привлечения внимания животных, особенно во время выпаса скота. Ускирик обладает уникальной ролью, поскольку не только был средством для создания мелодий, но также служил оберегом и считался символом защиты от злых духов. Духовой инструмент типа свирели в форме парящей птицы, родственный саз сырнаю. Аналогичный ускирику инструмент, гораздо меньший по размерам, сохранился у башкир. Инструменты, близкие саз сырнаю и ускирику в виде детской игрушки, свистульки существуют у тюркских народов Поволжья. В охотничьей практике казахов, проживающих в Монголии, ускирик выполняет прикладную функцию. Его свистящий звук служит на охоте манком при ловле лис.